# Isseke (Ikungi)
Isseke (auch Iseke) ist ein Verwaltungsbezirk (englisch Ward) des Distrikts Ikungi in der tansanischen Region Singida.

## Geografie
Isseke ist ein Bezirk im nördlichen Zentralteil von Tansania etwa 30 Kilometer Luftlinie südwestlich der Regionshauptstadt Singida. Bei der Volkszählung 2022 lebten 8049 Menschen in 1735 Haushalten auf einer Fläche von 115 Quadratkilometern.
Der Bezirk grenzt an fünf Bezirke des Distrikts Ikungi:
|        | Kituntu                                     |           |
| Ihanja | Kompassrose, die auf Nachbargemeinden zeigt | Dung'unyi |
|        | Muhintiri                                   | Ikungi    |

## Gliederung
Der Bezirk besteht aus drei Gemeinden (swahili Mtaa) mit 16 Orten (Kitongoji):
| Unyangwe - Inyingu - Ufuu - Ighumo - Lyangu - Maiki - Ighuu | Nkhoiree A - Nkhava - Sengasenga - Mwangai - Ighumbu - Sughuu | Isseke - Nkhambi - Itongo - Mfumbu A - Mfumbu B - Isseke Junjuu |

## Infrastruktur
- Bildung: In Isseke gibt es zwei weiterführende Schulen.[8] Die Iseke Secondary School ist eine staatliche Tagesschule mit einer Ausbildung bis zur 4. Stufe.[9] Die Ihanja Technical Secondary School wird von der evangelischen Kirche geleitet und ist eine Internatsschule mit einer Ausbildung bis zur 4. Stufe.[10]
- Gesundheit: In der Gemeinde Nkhoiree liegt eine staatliche Apotheke.[11]